# Sahel

Localizarea zonei Sahel in Africa

Sahel (în arabă sāhil/ساحل = margine) este o amplă zonă de tranziție, de la deșertul Sahara la regiunea de savană Sudan (a nu se confunda cu țara cu același nume).

## Geografie
Este situată în partea central-nordică a Africii, extinsă pe 3,053,200 km², având o lungime de 3900 km, de la țărmul Oceanului Atlantic și până la Marea Roșie, cu o lățime ce variază între 300 și 500 km la Sud de Sahara. Ocupă mari porțiuni din Senegal, Mauritania, Mali, Burkina Faso, Niger, Ciad, Etiopia și Sudan.

## Clima și vegetația
Sahel este o regiune cu ploi de vară (aproximativ 200 mm/an în Nord și până la 550 mm/an în Sud). Predomină o vegetație relativ risipită de savană constând în ierburi și arbuști. În Nord pășunile, extrem de sărace (de semideșert) sunt folosite de arabo-berberi nomazi, crescători de cămile și capre, pe când în Sud vegetația fiind ceva mai bogată în sezonul ploios (din iunie până în septembrie), permite păstoritul transhumant al bovinelor, practicat de populația negridă. 
Un produs specific al acestei zone este guma arabica, recoltată de la o specie de Acacia.

## Populația
Viața în Sahel este dificilă și precară. Deși majoritatea populației se ocupă cu păstoritul nomad, deplasându-se cu animalele în funcție de precipitații, există și o mică parte implicată în cultivarea arahidelor și a meiului. Deși majoritatea statelor din zonă sunt de mari dimensiuni, vastitatea deșertului Sahara și instabilitatea climatică a zonei Sahel le împiedica să aibă populații mai mari. Etiopia are cea mai mare populație de departe, cu 100 mil. loc., fiind urmată de Sudan cu 40 mililoane de locuitori. După aceste două țări, populația din Mali și cea din Niger nu depășește 17 mil. loc., iar cea din Somalia și din Ciad este de 11 mil. loc. 

## Problema secetei
Această regiune a devenit foarte secetoasă după 1968, ceea ce a provocat un exod masiv al populației înfometate, determinând o conștientizare a gravității fenomenelor de deșertificare. Pâna pe la începutul anilor '80 foametea cauzată de secetă a ucis un milion de oameni și a chinuit peste 50 de milioane. 
În ciuda numeroaselor programe guvernamentale menite sa împiedice acest fenomen nefast, deșertificarea a continuat să se extindă spre Sud (în anumite zone cu circa 100 km).
Sahel este una dintre cele mai calduroase si mai insuportabile deserturi,de aceea nu este multa vegetatie,din cauza deserturilor inimaginabil de mari

## Cultura
Zona Sahel este considerată centrul cultural al Africii. Reprezintă un larg coridor de-a lungul căruia Islamul cedează religiilor tradiționale Africane și Creștinismului. Totuși, pentru a simplifica lucrurile mulți dintre vechii conducători și cei supuși acestora au adoptat Islamul ca religie. Zona tinde sa prezinte credința islamica la Nord și cele non-islamice la Sud. Cum majoritatea acestei regiuni este divizată din punct de vedere religios, au existat numeroase războaie civile intre musulmani și cei non-musulmani din diferite țări. Cel mai elocvent exemplu este poate cel actual, din regiunea Darfur (Sudan).